# Pachybrachis proximus
Pachybrachis proximus är en skalbaggsart som beskrevs av Bowditch 1909. Pachybrachis proximus ingår i släktet Pachybrachis och familjen bladbaggar. Inga underarter finns listade i Catalogue of Life.